# 臨機応変
| ウィキペディアには「臨機応変」という見出しの百科事典記事はありません（タイトルに「臨機応変」を含むページの一覧/「臨機応変」で始まるページの一覧）。 代わりにウィクショナリーのページ「臨機応変」が役に立つかもしれません。 |